# Sonda Genesis
La sonda Genesis costituisce il primo tentativo di raccogliere un campione di vento solare e la prima missione per il ritorno di campioni sulla Terra a tornare da oltre l'orbita lunare.
Venne lanciata l'8 agosto 2001 e ritornò sulla Terra l'8 settembre 2004, ma si schiantò al suolo a causa di un problema che impedì l'apertura dei paracadute. Questo rovinoso atterraggio compromise molti raccoglitori di campioni, ma in seguito si riuscirono a isolare campioni utili per le analisi e da verifiche effettuate nel 2015 alcuni obiettivi della missione sembra siano stati raggiunti.

## Operazioni

### Lancio e raccolta dei campioni

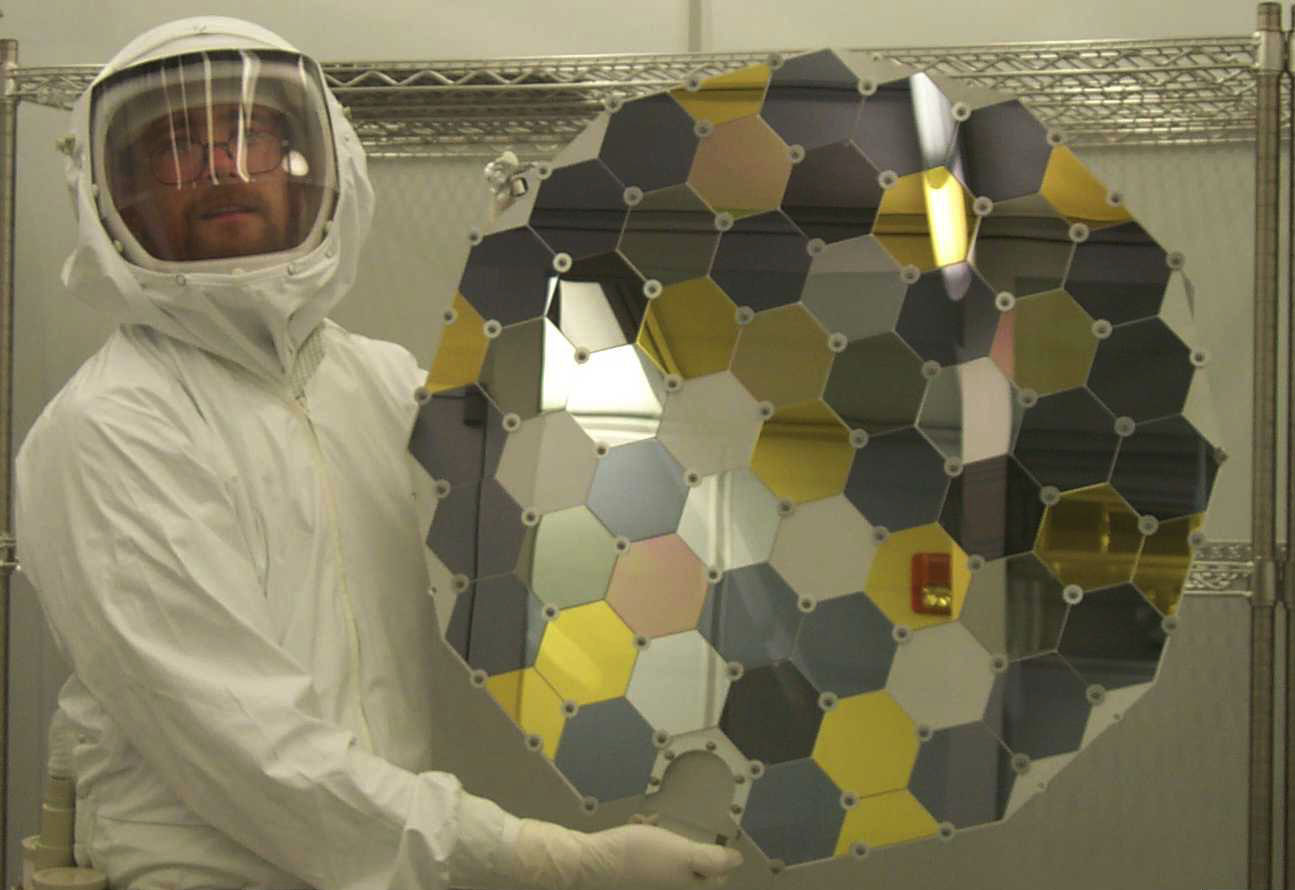
Un gruppo di raccoglitori costituito da una griglia di wafer

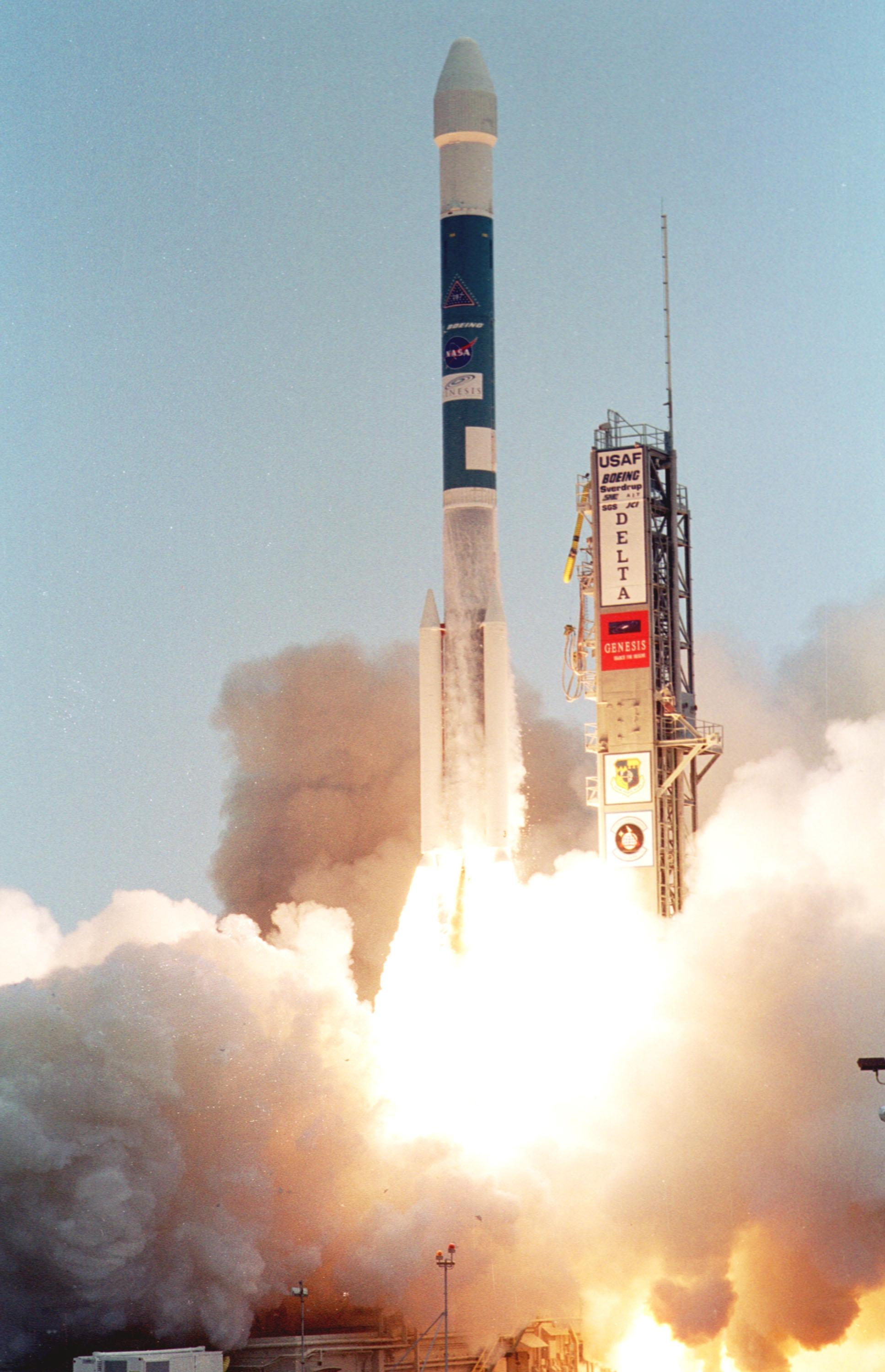
Il lancio della sonda Genesis

Genesis è una missione NASA che fa parte del programma Discovery. La sonda è stata progettata e costruita dalla Lockheed Martin, per un costo totale di 264 milioni di dollari.
Il lancio venne effettuato da un razzo Delta II l'8 agosto 2001 da Cape Canaveral. La sonda seguì una complessa traiettoria attraverso una orbita ad anello nel punto lagrangiano L1 tra la Terra e il Sole. Dal 3 dicembre 2001 al 1º aprile 2004 la sonda espose i raccoglitori dei campioni per catturare gli atomi di vento solare inviati dal Sole.
Erano presenti tre gruppi di raccoglitori, di cui uno solo era esposto in un dato momento, destinati a raccogliere tipi diversi di vento solare ed esposti in base alle osservazioni del Sole. Ogni gruppo era costituito da una griglia di wafer ultrapuri di silicio, oro, zaffiro, diamante ed altri materiali.

### Ritorno dei campioni

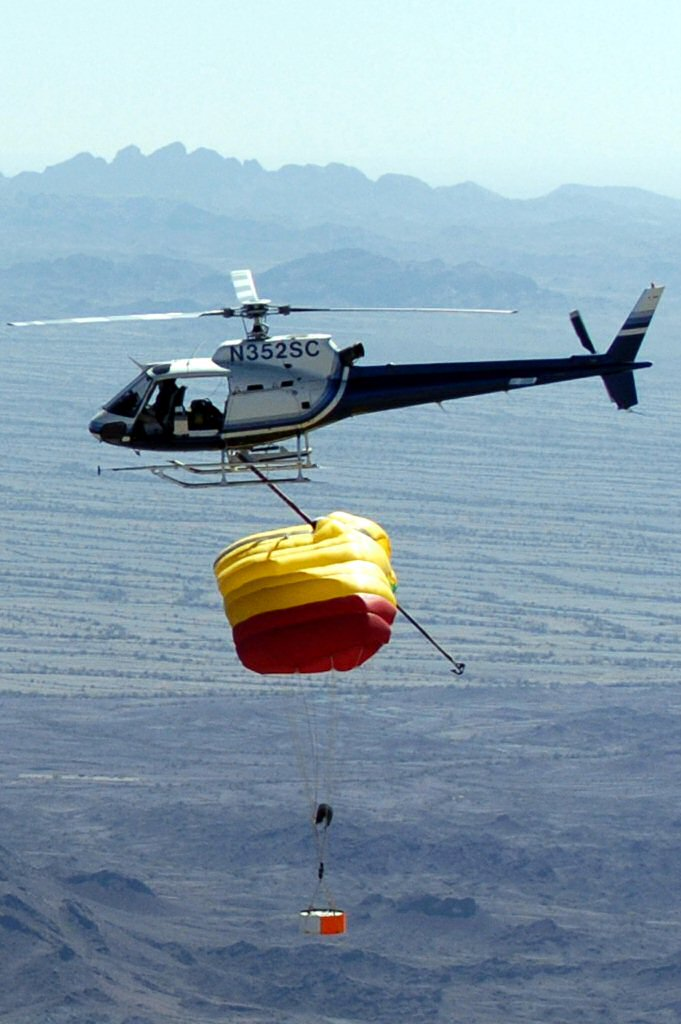
Il recupero della capsula venne preparato a lungo

Dopo la fase di raccolta, i gruppi di raccoglitori vennero inseriti in una capsula di ritorno e la sonda fece ritorno sulla Terra. Tutto procedette bene durante i primi stadi di rientro mentre la sonda si avvicinava alla Terra.
Un normale atterraggio con il paracadute avrebbe potuto danneggiare i delicati campioni, quindi la missione era progettata per un recupero a mezz'aria della capsula contenente i campioni. Ad una altezza di circa 33 km, un paracadute avrebbe rallentato la discesa, mentre ad una altezza di 6.7 km sarebbe stato spiegato un paracadute secondario (parafoil) per rallentare ulteriormente la velocità e stabilizzare il volo della capsula. Un elicottero avrebbe quindi dovuto catturare in volo la capsula attraverso un uncino lungo 5 metri. Una volta recuperata, sarebbe stato infine portata in sicurezza a terra.

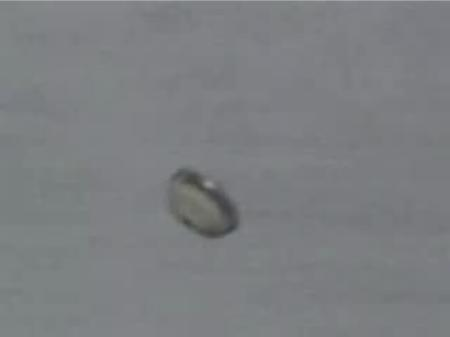
La capsula durante la sua caduta verso terra

L'8 settembre 2004 la capsula entrò nell'atmosfera, mentre la sonda era stata deviata su un'orbita verso il Sole per evitare un ingresso nell'atmosfera. A causa di un difetto di progettazione in un sensore di decelerazione, non venne attivato il paracadute e la discesa venne rallentata solo dall'attrito con l'aria. Non fu possibile effettuare il recupero con l'elicottero e la capsula si schiantò nel deserto dello Utah ad una velocità di 86 m/s (circa 331 km/h).

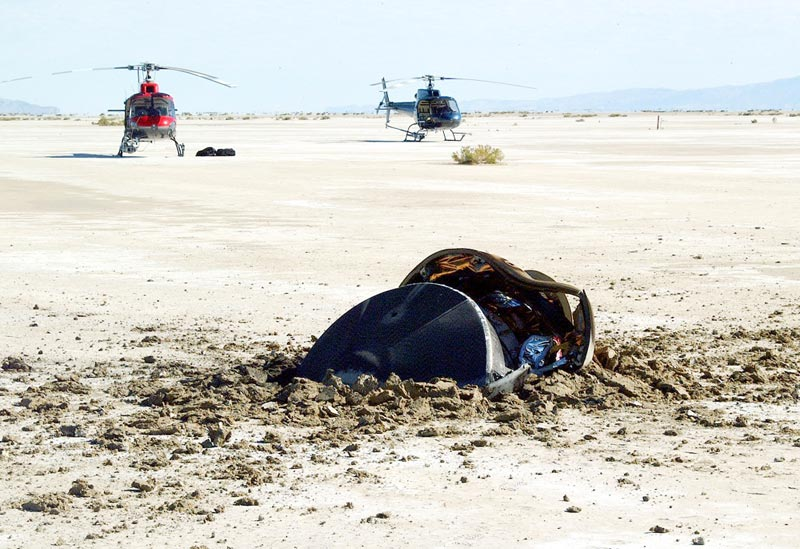
La capsula aperta a causa dello schianto nel deserto. Misura circa 1,5 m di diametro e ha una massa di 275 kg

La capsula si ruppe all'impatto, assieme al danneggiamento di parte dei campioni interni. Nonostante la sua velocità di impatto i danni si sono rivelati meno seri del previsto, a causa del terreno piuttosto soffice e fangoso che avrebbe attenuato la caduta.

### Estrazioni dei campioni
La capsula danneggiata venne trasportata in una camera pulita per le analisi e vennero disattivati alcuni dispositivi pirotecnici che non erano stati attivati. I primi studi rivelarono che alcuni wafer si erano polverizzati all'impatto, mentre altri erano ancora intatti. Della polvere del deserto era penetrata all'interno della capsula ma si depositò solo sulla superficie, rendendo più facile il recupero dei campioni.
Il team di analisi era quindi speranzoso di essere in grado di ricavare alcuni dati utili dalla capsula. Roger Wiens, del Los Alamos National Laboratory il 10 settembre 2004 affermò che, nonostante la contaminazione il contenitore interno era intatto e si sarebbero potuti raggiungere molti, se non tutti gli obiettivi scientifici primari. NASA annunciò il 27 gennaio 2005 che il primo campione era stato inviato agli analisti della Washington University per le analisi..
Il 20 aprile 2005 gli scienziati del Johnson Space Center finirono di rimuovere i quattro raccoglitori e li trovarono complessivamente in buono stato. Essi contenevano degli ioni di ossigeno e furono analizzati per misurare la composizione isotopica, l'obiettivo scientifico con maggiore priorità della missione.

## Commissione di indagine

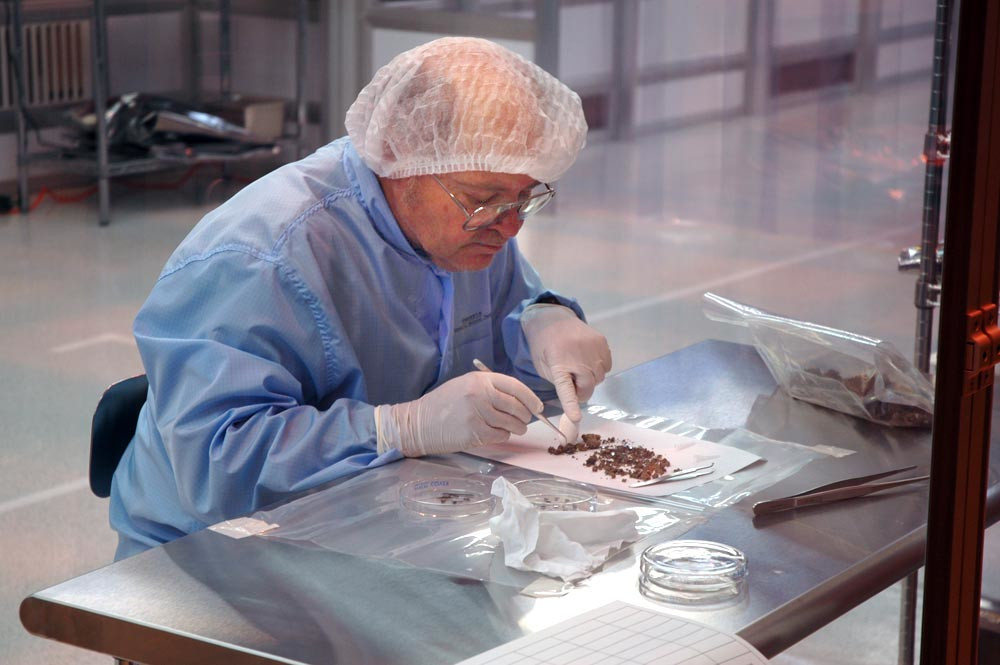
Staff Genesis staff al lavoro per analizzare i detriti

Venne formata una commissione di indagine composta da 16 membri, tra cui esperti pirotecnici, avionici e altre specialità rilevanti. La commissione iniziò i lavori il 10 settembre 2004.
Una prima causa principale per la mancata apertura del paracadute venne annunciata il 14 ottobre: la Lockheed Martin avrebbe costruito il sistema montando un sensore di accelerazione difettoso, con le sue parti interne orientate in modo errato. Il sensore era progettato in modo da creare un contatto elettrico quando l'accelerazione avesse raggiunto i 3 g (29 m/s2) mantenerlo fino ad un massimo di 30 g e interromperlo non appena si fossero raggiunti nuovamente i 3 g per attivare l'apertura del paracadute. Tuttavia il contatto non avvenne.
Lo stesso sistema per il paracadute venne anche usato nella missione Stardust, che atterrò senza problemi nel 2006.
Ironicamente, l'incidente si rivelò un esempio della Legge di Murphy: l'incidente che ispirò Edward A. Murphy fu esattamente lo stesso della missione Genesis - un accelerometro montato al contrario.
Il 6 gennaio 2006 Ryschkewitsch rivelò che una procedura di pre-test sulla sonda che non venne eseguita dalla Lockheed Martin avrebbe potuto rivelare il problema facilmente.